# Lỗ huyệt

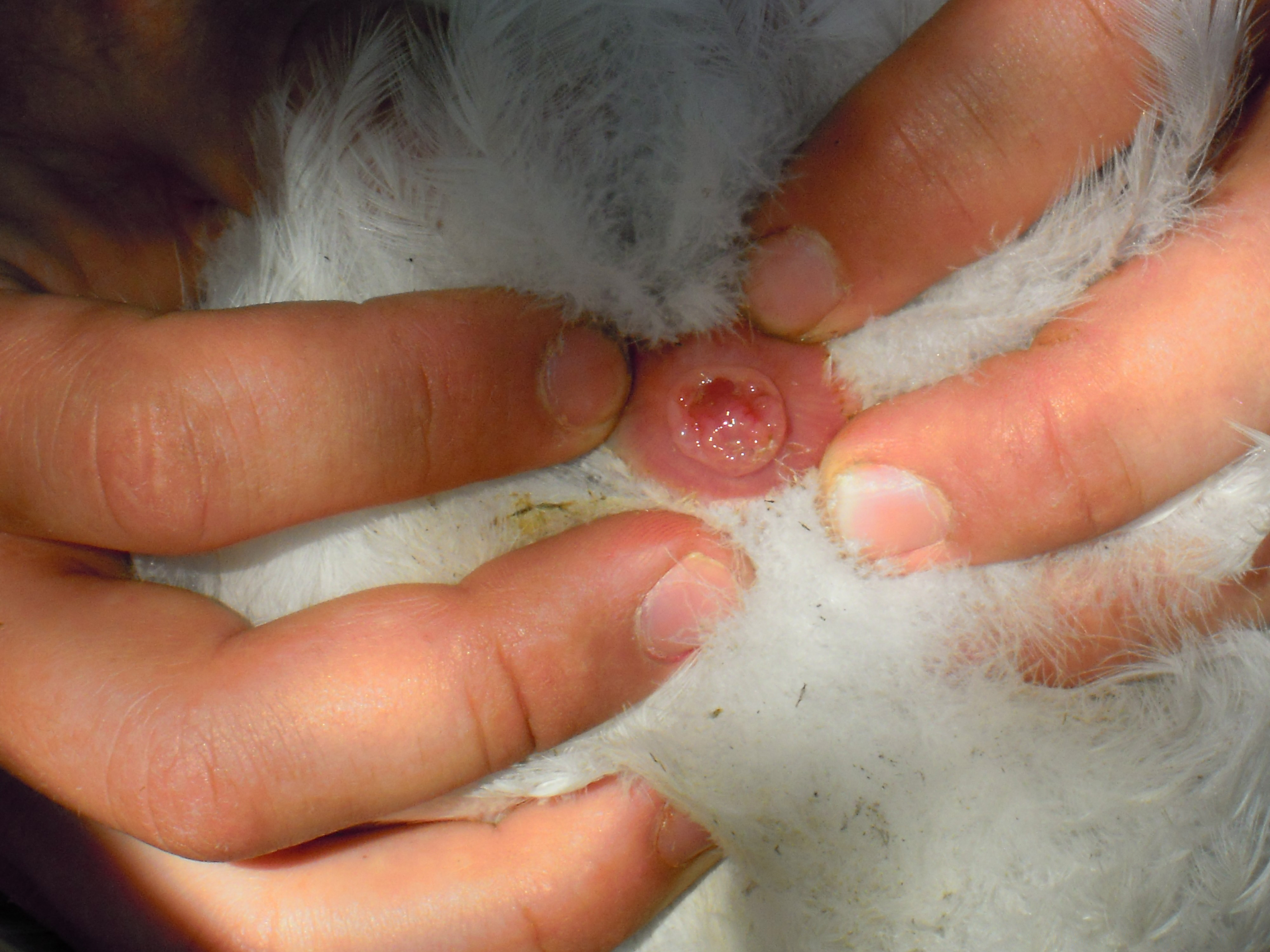
Lỗ huyệt

Trong giải phẫu động vật, một lỗ huyệt là lỗ mông đáp ứng như lỗ hổng chỉ thông với đường ruột, sinh sản, và đường tiết niệu của động vật nhất định, mở tại lỗ thông hơi. Tất cả động vật lưỡng cư, chim, bò sát, và một vài động vật hữu nhũ (động vật đơn huyệt, tenrec, chuột chù vàng, và chuột chù túi) có lỗ này, từ đó chúng bài tiết cả nước tiểu và phân; điều này trái ngược với hầu hết động vật hữu nhũ có nhau thai, trong đó có hai hoặc ba lỗ riêng biệt cho sơ tán. Hệ thống bài tiết với mục đích tương tự trong động vật không xương sống.
Khu vực lỗ huyệt cũng thường được gắn liền với cơ quan bài tiết, tuyến lỗ huyệt, liên quan đến hành vi đánh dấu mùi vị ở một số loài bò sát, lưỡng cư và động vật đơn huyệt.